# Егета (локалитет)
Локалитет Егета се налази у источној Србији, око 30 км јужноод Кладова, на месту ушћа Црквеног потока у Дунав. 
Налазиште је смештено са десне стране магистралног пута Кладово–Неготин у атару данашње Брзе Паланке. Са обе стране ушћа Црквеног потока откривене су културе из различитих епоха. Налазиште је, крајем 17. века, први уочио гроф Л. Ф. Марсиљи, који је на поменутом простору открио основу квадратног утврђења са истуреним кружним кулама. Наредна сведочанства потичу из пера Феликса Каница у 19. веку, и тичу се постојања три утврђења и трагова насеља . Према тим истраживањима, на узвишењу са десне стране Црквеног потокан алазе се остаци утврђења димензија 106 х 94 м, испод кога се на речној тераси око ушћа налазе трагови насеља у ширини од око 170м и остаци римског пута. На левој страни потока, непосредно изнад ушћа, Каниц бележи још једно утврђење димензија 54 х 26 м, а око 0,9 км северно од њега трагове још једног утврђења, за коју сматра да би могло одговарати оном коју је раније уочио Л. Ф. Марсиљи. Сматра се да је назив Егета трачког порекла. 
Реч је о насељу на средњем току Дунава, формираном још у преримском периоду. У писаним изворима први пут се среће у 2. веку код Птоломеја. Римски итинерери наводе Егету као станицу на десној обали Дунава, у којој се спајају два главна путна правца у овом делу Рисмког царства. Један од њих се пружао дуж Дунава, док је други водио преко Мироч планине и насеља Герулата до Талијате, у близини данашњег Доњег Милановца.
Археолошка истраживања Егете започињу 1962. године сондажним ископавањима мањег обима, током којих је потврђено постојање утврђењаса десне стране Црквеног потока. Том приликом констатовани су и остацинасеља око његовог ушћа, у оквиру кога је истражено светилиште Јупитера Долихена. Наставак археолошких ископавања уследио је после готово двадесет година, у оквиру пројекта изградње ХЕ Ђердап II. Тако су у раздобљу 1980−1982. године спроведена обимна археолошка истраживања на ширем простору око ушћа Црквеног потока. Том приликом је, ради лакшег ископавања, поменути простор подељен на пет сектора. Сектор I је обухватао раноримску некрополу, сектор II цивилно насеље на обали Дунава, а сектор III утврђење II на левој обали Црквеног потока. Сектор IV покривао је утврђење III, а сектор V касно-античку некрополу на десној обали Црквеног потока. Будући да није била угрожена подизањем нивоа Дунава, највећа фортификација, смештена на десној обали Црквеног потока и означена као утврђење I, није истраживана приликом поменутих ископавања.
Најстарији трагови насељавања на истраживаном простору уочени су у сектору III, унутар утврђења II. О њему сведоче уломци керамике из праисторијског периода, хронолошки опредељени у старије и млађе гвоздено доба, међу којима се налазе и фрагменти тзв. дачке керамике. Следећа фаза коришћења уочена је у секторима I и II, где је откривено раноримско насеље са остацима стамбених објеката, пећи, терме и пристаништа, као и некропола са кремираним покојницима датована у 2. и прву половину 3. века. Из следеће фазе потиче утврђење правоугаоног облика (утврђење II), димензија 84 x 33 м, са истуреним кружним угаоним кулама и малом правоугаоном капијом на западном бедему, подигнуто изнад леве обале Црквеног потока. Бедеми утврђења имали суширину око 2 м и били су начињени од камена везаног малтером . 
Следећој фази живота на локалитету Егета припада утврђење III, које је истражено крајње скромно, отварањем једне сонде, док је површински испраћен део западног бедема у дужини од 8 м. На основу конфигурације тла изнета је претпоставка да је реч о троугаоном утврђењу сазидинама дужине око 70 м. Бедеми, грађени техником opus mixtum уз употребу пет редова опеке, били су широки 3,40 м. Унутар утврђења сакупљена је мања количина покретних налаза опредељених у 6. век. У прилог Егети констатовани су и средњовековни хоризонти. Најстарији, датован у период 11−13. века истражен је у сектору III, док је у ареалу који обухвата сектор II, у близини ушћа Црквеног потока, делимично истражена некропола из 13. и 14. века, изнад које се налазе остаци насеља опредељеног у раздобље 15−17. века .